# Jason John Nassau
Jason John Nassau (* 29. März 1893 in Izmir; † 11. Mai 1965 in Cleveland, Ohio) war ein US-amerikanischer Astronom.
Er promovierte an der Syracuse University und erlangte 1920 einen Ph.D. in Mathematik über Some Theorems in Alternants. Im Anschluss nahm er eine Stelle als assistant professor im Fach Astronomie am Case Institute of Technology an. Für ihn wurde ein ordentlicher Lehrstuhl für Astronomie an der Universität eingerichtet, auf dem er von 1924 bis zu seiner Emeritierung 1959 unterrichtete. In diesem Zeitraum leitete er zudem als Direktor das Warner and Swasey Observatory an der Case Western Reserve University (CWRU) in Cleveland, Ohio.
1953 wurde Nassau in die American Academy of Arts and Sciences gewählt. Seit 1921 war er Mitglied der American Mathematical Society. Nach ihm ist ein Mondkrater benannt.
Jason John Nassau war verheiratet und hatte zwei Söhne.